# Nòstoc
Els nòstocs (Nostoc) són un gènere de cianobacteris de les aigües dolces, els sòls i les roques humides, que formen colònies compostes per filaments. Aquests es troben inclosos en una beina gelatinosa. Si es troba al sòl, una colònia de nòstocs no és visible, però després de les pluges augmenta la seva massa fins a fer-se visible. Per contra, difícilment es poden trobar nòstocs en hàbitats marins.
L'etimologia de la paraula Nostoc sembla producte de la invenció del científic i alquimista Paracels per a descriure aquestes colònies gelatinoses (semblants a un moc) que es troben pràcticament a tot el món. Va combinar dues paraules una d'anglesa i una altra d'alemanya ambdues signifiquen els forats del nas, narius: Nostril i Nasenloch = Nostoch
Aquests cianobacteris contenen, en el citoplasma, pigments fotosintètics que els permeten realitzar la fotosíntesi. En alguns casos formen associacions simbiòtiques amb teixits de plantes, com és el cas de les arrels de les gimnospermes de la família Cycadaceae, les fulles de la falguera aquàtica Azolla o el tal.lus d'algunes antocerotes.
Els nòstocs són membres de la família de les nostocàcies. Les espècies són:
- N. azollae
- N. caeruleum
- N. carneum
- N. comminutum
- N. commune (que forma les merdes de bruixa)
- N. ellipsosporum
- N. flagelliforme
- N. linckia
- N. longstaffi
- N. microscopicum
- N. muscorum
- N. paludosum
- N. pruniforme
- N. punctiforme
- N. sphaericum
- N. spongiaeforme
- N. verrucosum

Els nòstocs són cultivats i consumits a causa del fet que contenen proteïnes i vitamina C. Les espècies N. flagelliforme i N. commune es consumeixen a la Xina, Japó i Java, mentre que N. ellipsosporum es consumeix a l'Àsia central